# Encentrum rousseleti
Encentrum rousseleti är en hjuldjursart som först beskrevs av Lie-Pettersen 1905.  Encentrum rousseleti ingår i släktet Encentrum och familjen Dicranophoridae. Arten är reproducerande i Sverige. Inga underarter finns listade i Catalogue of Life.